# Blasillo 1.ª Sección (Nicolás Bravo)
Blasillo 1.ª Sección (Nicolás Bravo) es una localidad del municipio de Huimanguillo ubicado en la subregión de la Chontalpa del estado mexicano de Tabasco.

## Geografía
La localidad de Blasillo 1.ª Sección (Nicolás Bravo) se sitúa en las coordenadas geográficas 18°04′44″N 93°55′07″O / 18.078889, -93.918611, a una elevación de 2 metros sobre el nivel del mar.

## Demografía
Según el Conteo de Población y Vivienda 2020, efectuado por el Instituto Nacional de Estadística y Geografía, la localidad de Blasillo 1.ª Sección (Nicolás Bravo) tiene 1,761 habitantes, de los cuales 891 son del sexo masculino y 870 del sexo femenino. Su tasa de fecundidad es de 2.67 hijos por mujer y tiene 502 viviendas particulares habitadas.
| Gráfica de evolución demográfica de Blasillo 1.ª Sección (Nicolás Bravo) entre 1910 y 2020 |
|                                                                                            |
| INEGI.                                                                                     |